# Academia de Belas Artes de Praga

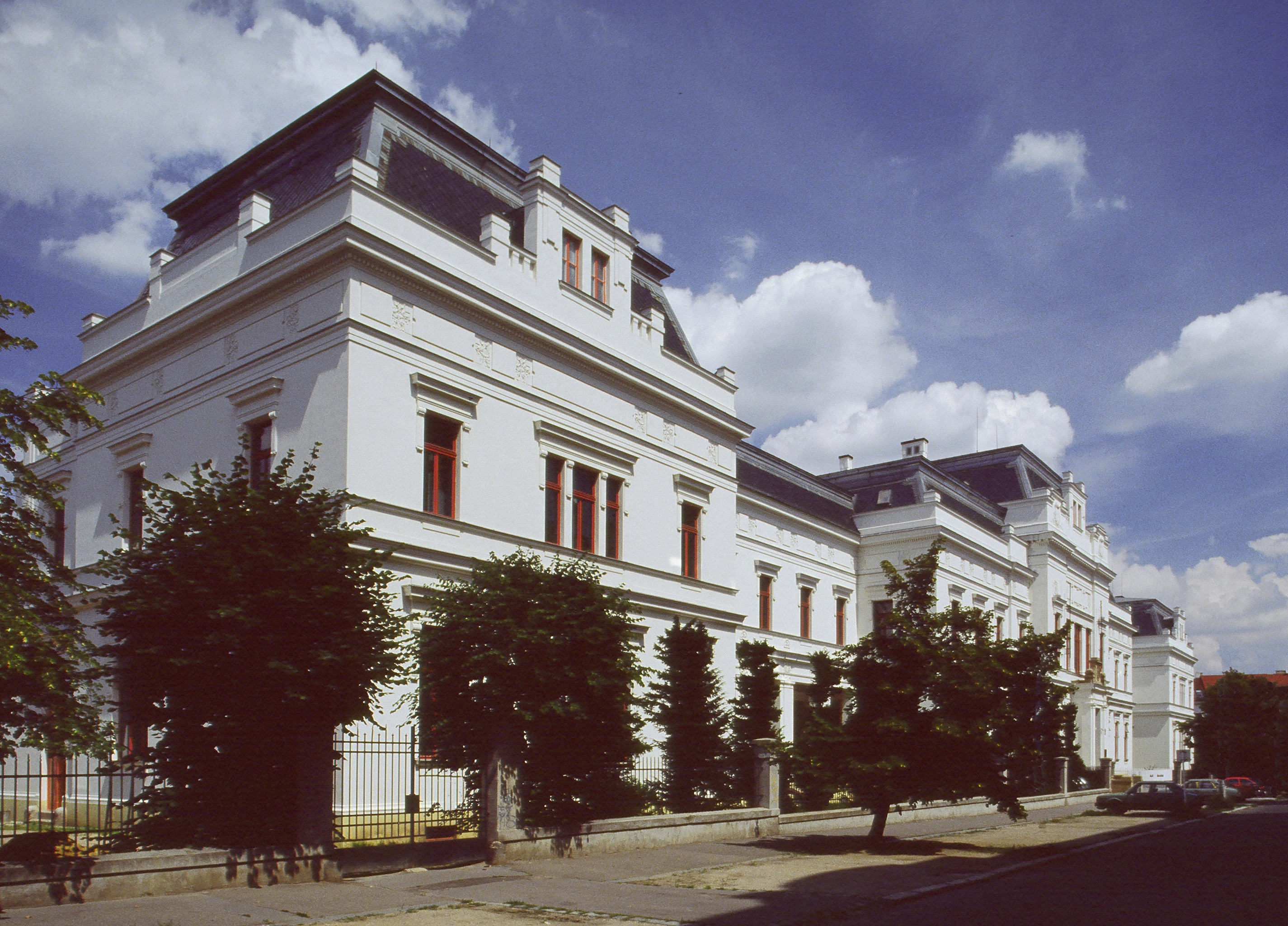
Academia de Belas Artes

A Academia de Belas Artes de Praga (em tcheco: Akademie výtvarných umění v Praze; AVU) é uma faculdade de arte em Praga, República Tcheca. Fundada em 1799, é a faculdade de arte mais antiga do país. A escola oferece doze programas de mestrado e um programa de doutorado.

## Histórico
A partir do início do século 18, uma série de organizações foram formadas em Praga com interesse em promover a arte e a educação. Graças em parte aos seus esforços, a Academia de Belas Artes foi fundada por Decreto Imperial em 10 de setembro de 1799. Começou com a instrução em desenho. A academia foi gradualmente expandida para incluir programas de arquitetura , pintura, gravura e escultura, entre outros. Em 1990, reformas drásticas foram realizadas pelo reitor Milan Knížák reorganizar o conceito e a estrutura interna da escola. Em 1991, novos programas de estudo relacionados à mídia, incluindo filmes e animação por computador, foram adicionados.

## Hoje
Hoje, a academia é uma universidade credenciada que oferece educação em arte moderna e histórica. Como uma escola exclusivamente de pós-graduação, não há acomodações para estudantes ou instalações para alimentação no campus. Os programas internacionais são oferecidos em tcheco, com um número limitado de aulas oferecidas em inglês.